# بولشویه اوستروونویه
بولشویه اوستروونویه (روسی: Большое Островное) یک دریاچه در سرزمین آلتای کشور روسیه است.